# Greta (film, 2018)
Pour les articles homonymes, voir Greta.
Pour plus de détails, voir Fiche technique et Distribution.
Greta est un thriller américano-irlandais réalisé par Neil Jordan et sorti en 2018.
Il est présenté en avant-première mondiale au festival international du film de Toronto 2018.

## Synopsis
À New York, la jeune Frances McCullen trouve un sac à main dans le métro et le rapporte à sa propriétaire.
C'est ainsi qu'elle fait la connaissance de Greta Hideg, veuve et professeur de piano, qui vit seule et isolée et à qui appartient ce sac. Frances, qui vient tout juste de perdre sa mère, croit trouver en Greta une figure maternelle de substitution. Mais elle va vite découvrir que les intentions de sa nouvelle amie ne sont pas innocentes.

## Fiche technique
Sauf indication contraire, les informations mentionnées dans cette section peuvent être confirmées par la base de données cinématographiques IMDb,  présente dans la section « Liens externes ».

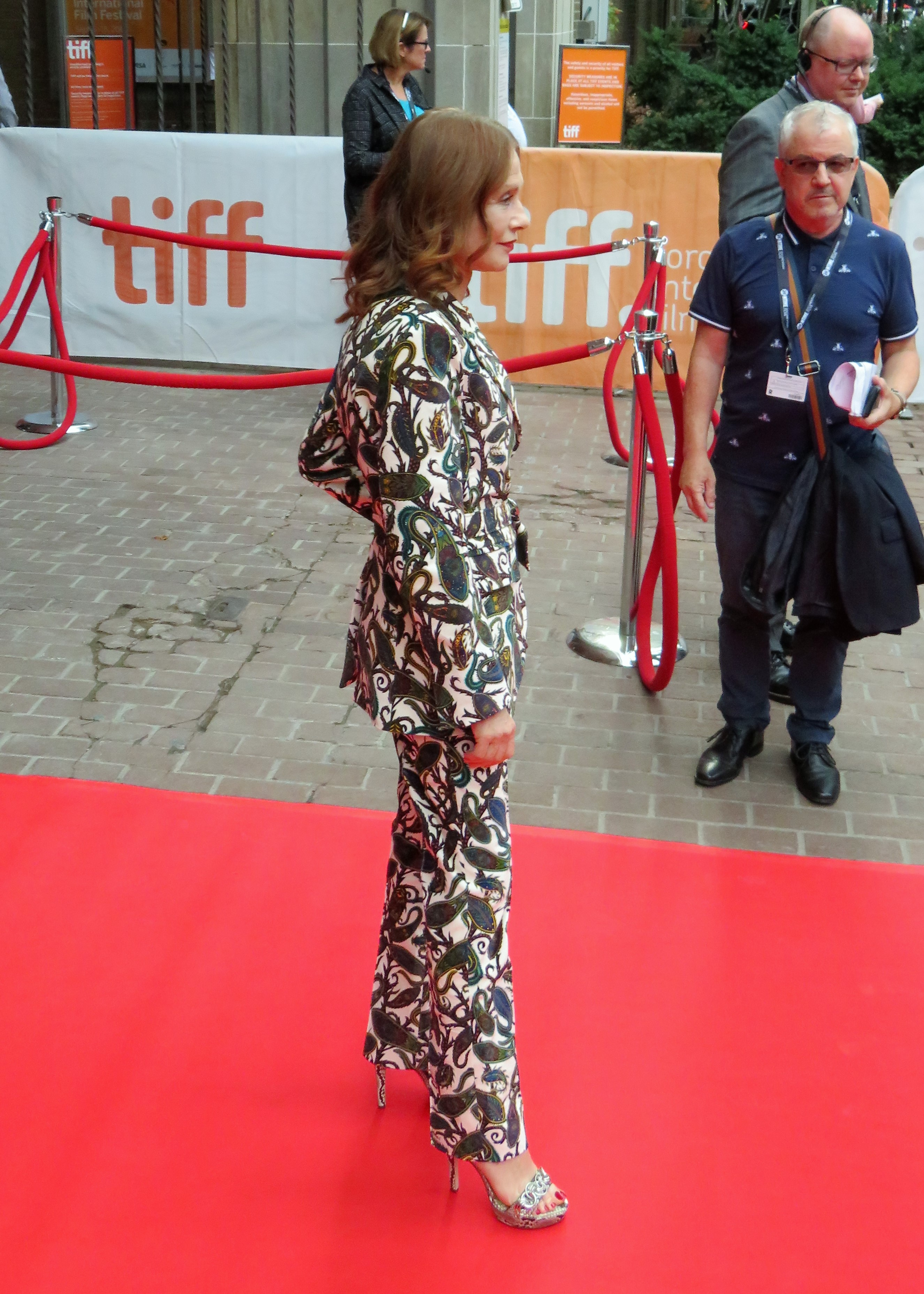
L'actrice principale française Isabelle Huppert à la première du film au TIFF 2018.

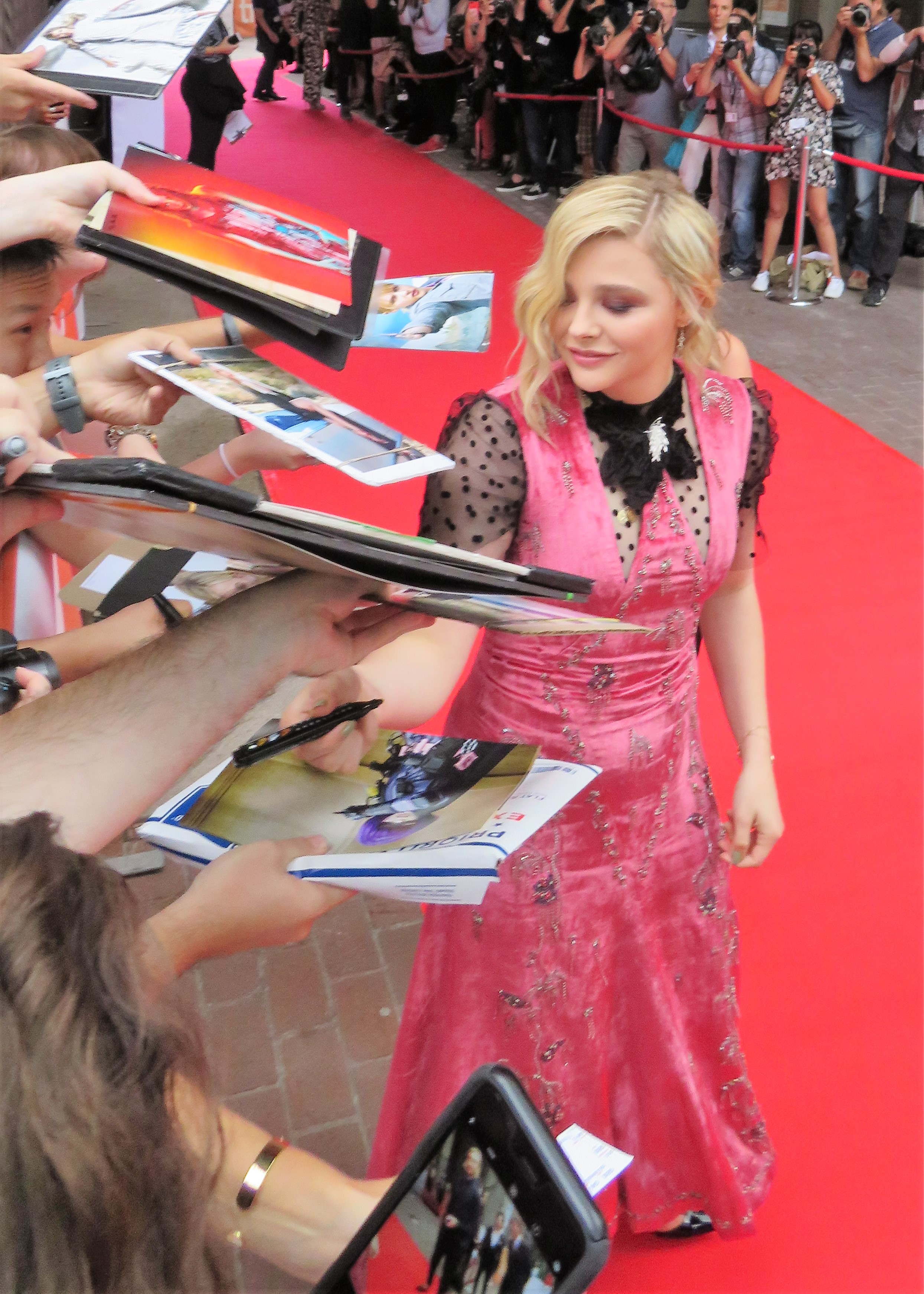
Puis la jeune actrice américaine Chloë Grace Moretz, aussi au TIFF 2018.

- Titre original, français et québécois : Greta
- Titre de travail : The Widow
- Réalisation : Neil Jordan
- Scénario : Ray Wright et Neil Jordan, d'après une histoire de Ray Wright
- Musique : Javier Navarrete
- Direction artistique : Jason Clarke et Fiona Gavin
- Décors : Anna Rackard
- Costumes : Joan Bergin
- Photographie : Seamus McGarvey
- Montage : Nick Emerson
- Production : Lawrence Bender, James Flynn, Sidney Kimmel, John Penotti

Coproducteurs : Mark O'Connor et Dylan Tarason
Producteurs délégués : Hong Chen, Mei Han, Brian Kornreich, Richard D. Lewis, Peter Luo, Hao Tang, Yan Xu et Zhe Zhou
- Sociétés de production : Sidney Kimmel Entertainment, Lawrence Bender Productions, Little Wave Productions ; avec la participation de Screen Ireland
- Sociétés de distribution : Focus Features (États-Unis), Universal Pictures (Canada), Metropolitan Filmexport (France)
- Budget : n/a
- Pays de production :  États-Unis,  Irlande
- Langue originale : anglais
- Format : couleur
- Genre : thriller et drame
- Durée : 98 minutes
- Dates de sortie[1] :
  - Canada : 6 septembre 2018 (festival de Toronto)
  - États-Unis : 1er mars 2019
  - France : 12 juin 2019
- Film interdit aux moins de 12 ans lors de sa sortie en salles en France

## Distribution
- Isabelle Huppert (VF : elle-même ; VQ : Nathalie Coupal) : Greta Hideg
- Chloë Grace Moretz (VF : Nastassja Girard ; VQ : Ludivine Reding) : Frances McCullen
- Maika Monroe (VF : Ingrid Donnadieu ; VQ : Geneviève Bédard) : Erica Penn
- Colm Feore (VF : Guy Chapellier ; VQ : Jacques Lavallée) : Chris McCullen
- Zawe Ashton (VF : Déborah Claude) : Alexa Hammond
- Stephen Rea (VF : Philippe Peythieu) : Brian Cody
- Graeme Thomas King : Brian
- Parker Sawyers : Gary
- Jeff Hiller (en) : Henri

## Production
Le tournage débute en octobre 2017 à Dublin. Il a également lieu à Toronto et New York.

## Accueil

### Critiques
Le site Allociné recense une moyenne des critiques presse de 2,3/5. Pour Le Parisien, « Si le contraste entre l’ingénuité de Frances et la cruauté de Greta, psychopathe aussi frêle que fêlée, nous glace, le film manie allègrement l’ironie ». Pour Première, « La comédienne est tellement associée aux rôles effrayants qu’elle ne surprend presque plus dans l’horreur ».